# Barokní most (Varvažov)
Barokní most s kapličkou svatého Jana Nepomuckého vede přes řeku Skalici stojí na katastrálním území Varvažov a Smetanova Lhota v části U mostu v okrese Písek. V roce 1963 byl zapsán jako kulturní památka.

## Historie
Barokní kamenný most byl postaven v roce 1781 přes řeku Skalici. Datace je na základním kameni. V roce 1962 byl opravován, stavební práce však byly provedeny nevhodně ve vztahu k původní stavbě. V roce 2019 byla provedena oprava v hodnotě 8,4 milionů korun.

## Popis
Mostem prochází silnice III/1219 a středem řeky (i mostu) probíhá hranice katastrálního území mezi Varvažovem a Smetanovou Lhotou.
Dva segmentové oblouky se opírají o středový pilíř, který na návodní straně vybíhá půlkruhovým zhlavím do řečiště. V pravobřežní opěře je plechovými dveřmi uzavřena komora. Most je přibližně 40 m dlouhý a asi pět metrů široký. Na pilíři je umístěna výklenková kaplička se sochou svatého Jana Nepomuckého. Kaple je trojboká krytá prejzovou střechou.

## Odkaz v kultuře
Most se objevil v roce 1956 ve filmu Nezlob, Kristino režiséra Vladimíra Čecha.